# Didier Rous
Didier Rous (Montauban, Francia, 18 de septiembre de 1970) es un antiguo ciclista profesional, el compitió en la carrera de ruta individual masculina en los Juegos Olímpicos de Verano de 1996. 

## Trayectoria
Comenzó su carrera profesional en el equipo Gan en 1993, antes de fichar por Festina en 1997, año en que ganó una etapa del Tour de Francia. En 1998 el Tour y, en particular, el equipo Festina fueron golpeados por un escándalo de dopaje que reveló una trama de productos prohibidos donde se vieron implicados el equipo, su mánager de Bruno Roussel, el director deportivo, y el médico, Erik Rykaert. Rous admitió haber tomado EPO.
En 2000 se incorporó a un nuevo equipo, el Bonjour, patrocinado por el periódico de mismo nombre y gestionado por el expiloto Jean-René Bernaudeau. Posteriormente siguió en el equipo pese a sus sucesivos cambios de nombre: Brioches La Boulangère (2003-2004) y, a continuación, Bouygues Télécom (2005). 
El 11 de junio de 2007 anunció que se retiraba del ciclismo a causa de problemas de salud y se unió al equipo de gestión de Bouygues Télécom. Actualmente ejerce las funciones de director deportivo del conjunto B&B Hotels p/b KTM.

## Palmarés
| 1993 - Gran Premio Ouverture la Marsellesa 1996 - 1 etapa de la Vuelta a la Comunidad Valenciana 1997 - 1 etapa del Tour de Francia 2000 - París-Camembert - Midi Libre 2001 - Tour de Vendée - Cuatro días de Dunkerque, más 2 etapas - Trofeo de los Escaladores - 1 etapa de la Dauphiné Libéré - Campeonato de Francia en Ruta 2002 - Circuito de la Sarthe | 2003 - Campeonato de Francia en Ruta - 1 etapa del Tour de Limousin - Trofeo de los Escaladores 2004 - 1 etapa de los Cuatro Días de Dunkerque - 1 etapa del Tour de Limousin - Gran Premio de Plouay 2005 - 1 etapa de la Ruta del Sur - 2.º en el Campeonato de Francia Contrarreloj 2006 - Trofeo de los Escaladores - París-Corrèze, más 1 etapa - 2.º en el Campeonato de Francia en Ruta - 2.º en el Campeonato de Francia Contrarreloj |

## Resultados en Grandes Vueltas y Campeonatos del Mundo
| Carrera         | Carrera         | 1993 | 1994 | 1995 | 1996 | 1997 | 1998 | 1999 | 2000 | 2001 | 2002 | 2003 | 2004 | 2005 | 2006 | 2007 |
| --------------- | --------------- | ---- | ---- | ---- | ---- | ---- | ---- | ---- | ---- | ---- | ---- | ---- | ---- | ---- | ---- | ---- |
|                 | Giro de Italia  | —    | —    | —    | —    | —    | —    | —    | —    | —    | —    | —    | —    | Ab.  | —    | —    |
|                 | Tour de Francia | —    | Ab.  | 55.º | Ab.  | 45.º | Ab.  | Ab.  | 45.º | 11.º | Ab.  | 20.º | Ab.  | 82.º | 52.º | —    |
|                 | Vuelta a España | —    | —    | Ab.  | —    | Ab.  | Ab.  | —    | —    | —    | —    | —    | —    | —    | —    | —    |
| Mundial en Ruta | Mundial en Ruta | —    | 57.º | —    | —    | —    | —    | —    | —    | —    | —    | —    | —    | —    | —    | —    |

―: no participa
Ab.: abandono

## Equipos
- Gan (1993-1996)
- Festina (1997-1999)
- Bonjour/Brioches La Boulangère/Bouygues Télécom (2000-2007)
  - Bonjour (2000-2002)
  - Brioches La Boulangère (2003-2004)
  - Bouygues Télécom (2005-2007)